# Sábados Populares
Sábados Populares fue el show de televisión más exitoso de Bolivia en los años 90. Fue un programa de variedades que incluía concursos con el público, presentaciones de grupos musicales en vivo, humor, y concursos de baile juvenil en las categorías de tecno y cumbia.
La idea de Sábados Populares nació en 1987, cuando en una reunión con Carlos Palenque se acordó crear un programa televisivo de entretenimiento. Poco tiempo después, el 11 de septiembre de 1987, se emitió por primera vez el programa en el canal RTP, Radio Televisión Popular, de propiedad de Palenque. 
Sábados Populares estaba a cargo de los presentadores Adolfo Paco y Edgar "Pato" Patiño, principalmente, y fue un importante medio de difusión para dar a conocer a cantantes de música tropical y folklórica locales e internacionales. De hecho, en la primera emisión del programa participaron Jorge Eduardo, Juan Carlos Aranda, los Canarios del Chaco y David Castro, con el Mariachi Gavilán. Por el programa también pasaron otros importantes grupos de música tropical de otros países, como Jambao, Noa Noa, La Base y el Grupo Uno, entre otros.   
El programa se grabó durante sus dos primera emisiones en las zonas de Villa Victoria y Gran Poder, respectivamente, posteriormente se trasladó al Cine Teatro México, desde donde se emitió  durante todo el periodo que fue transmitido por RTP, al lugar acudía el público con horas de anticipación.

## Concursos
El show también tenía concursos para involucrar al público asistente como "No me diga sí, no me diga no" y  carreras de bebés gateadores. Según recuerda Adolfo Paco: 
Nuestros concursos salían de anécdotas de la gente con la que compartíamos, por ejemplo el de los bebés gateadores surgió luego de que una comadre se presentó en la Tribuna Libre del Pueblo con su bebé, lo puso al suelo y entre llanto contaba la situación que atravesaba, y su bebé se escapaba gateando, la señora corría para agarrarlo y otra vez, al final lloraba y reía.

### Tecno y cumbia
El programa desarrolló concursos de baile grupal para los géneros de Tecno y cumbia, los mismos se desarrollaban en vivo en el mismo cine y las presentaciones contaban con gran asistencia de grupos de apoyo de cada grupo de baile.
A propósito de los concursos de baile, el 23 de diciembre de 1995, un joven, que pertenecía a un grupo que había sido descalificado, detonó dos granadas de gases lacrimógenos al interior del Cine Teatro México, donde el programa se desarrollaba. A causa de este atentado, dos personas murieron. En todo caso, lejos de quitarle popularidad a estos concursos de baile, este incidente les dio aún más visibilidad y el espacio se convirtió en un importante espacio de encuentro y de exposición entre bailarines.
En sus primeros diez años de vida Sábados Populares se consagró como el show de televisión más importante de Bolivia, llegando a ser el programa con más rating en su país. Posteriormente, Patiño se distanció del proyecto y Paco comenzó a presentar el programa con su hijo Cori. Finalmente, Paco se retiró del programa en 2019, luego de 32 años al aire, y le dejó la batuta a su hijo Cori.